# Rezerwat przyrody Borek (województwo śląskie)
Rezerwat przyrody Borek – rezerwat przyrody położony w województwie śląskim, w powiecie częstochowskim, w gminie Koniecpol, w sąsiedztwie Jury Krakowsko-Częstochowskiej. Naturalny kompleks leśny o bogatym drzewostanie – występuje tu bór mieszany z udziałem dębu szypułkowego i lipy oraz fragmenty olsu i łęgu olchowego z udziałem jesionu. Powierzchnia rezerwatu wynosi 64,70 ha (akt powołujący podawał 64,16 ha). Obszar rezerwatu podlega ochronie czynnej.